# 奉州 (北周)
奉州，中国南北朝时设置的州。
周武帝保定四年（564年）涪陵蛮帅田思鹤以其地内附北周，设置奉州，治今重庆市彭水苗族土家族自治县东北郁山镇，一说即今彭水苗族土家族自治县。不辖郡县。辖境相当今彭水苗族土家族自治县之地。建德三年（574年）改为黔州。隋朝时黔州改为黔安郡，下辖彭水县、涪川县、信安县三县。